# Instituto de Defensa Pública Penal (Guatemala)
El Instituto de la Defensa Pública Penal (IDPP) es el organismo administrador del servicio público de defensa penal, para asistir gratuitamente a personas de escasos recursos económicos. También tiene a su cargo las funciones de gestión, administración y control de los abogados en ejercicio profesional privado cuando realicen funciones de defensa pública. Asimismo, la institución goza de autonomía funcional y total independencia técnica para el cumplimiento de su función, todo de acuerdo al artículo 1 de la Ley del Servicio Público de Defensa Penal.

## Funciones
La Ley de Servicio Público de Defensa Penal, establece que el IDPP tiene competencia para:
1. Intervenir en la representación de las personas de escasos recursos económicos sometidas a proceso penal, a partir de cualquier sindicación que las señale como posibles autores de un hecho punible o de participar en él, incluso ante las autoridades de la persecución penal.
2. Asistir a cualquier persona de escasos recursos que solicite asesoría jurídica cuando ésta considere que pudiera estar sindicada en un procedimiento penal.
3. Intervenir, a través de los defensores de oficio, cuando la persona no tuviere o, no nombrare defensor de confianza, en las formas que establece la Ley.

## Organización

### Consejo del IDPP
El Consejo del Instituto de la Defensa Pública Penal lo integran:
a) El Presidente de la Corte Suprema de Justicia;
b) Un Representante del Colegio de Abogados y Notarios de Guatemala;
c) Un Representante de los decanos de las Facultades de Derecho de las Universidades de Guatemala;
d) Un Representante de los Defensores de Planta, electo por la Asamblea de Defensores.
Los miembros especificados en los literales b), c) y d) durarán en sus cargos tres años, pudiendo nuevamente ser nombrados.
La elección del presidente del Consejo se realizará conforme al procedimiento interno establecido por el Reglamento.
Exceptuando a los miembros del Consejo establecidos en los literales b), c) y d), los demás integrantes podrán delegar sus funciones en quienes consideren pertinente. Quedará válidamente constituido el Consejo, con la concurrencia de la mitad más uno de sus miembros. El mismo quórum bastará para la celebración de sesiones; las decisiones del Consejo se adoptarán con el voto
de la mitad más uno de sus concurrentes.
El director general del Instituto de la Defensa Pública Penal, deberá comparecer a las sesiones del Consejo con voz pero sin voto, pudiendo excluirse solamente en los casos que señala la literal c) del artículo 24 de dicha ley y en el supuesto que se discutiera la prórroga de su mandato.

#### Funciones
Las funciones del Consejo del IDPP son las siguientes:
a) Conformar la terna de postulantes para el cargo de director general que será presentada ante el Congreso de la República de Guatemala;
b) Aprobar los Reglamentos propuestos por la Dirección General;
c) Formular el pedido de remoción del director general ante el Congreso de la República, si hubiere incurrido en grave incumplimiento de sus funciones;
d) Resolver las apelaciones de los expedientes disciplinarios en la forma que se establezca en el reglamento respectivo en relación con las sanciones por faltas muy graves; y
e) Dictar las políticas generales de administración del Instituto de la Defensa Pública Penal, la expansión y atención del servicio.

### Dirección General
La Dirección General es ejercida por un director general, quien será el representante legal del Instituto de la Defensa Pública Penal, que dura cinco años en sus funciones, pudiendo ser reelecto para otro período, según el artículo 9 de la LSPDP. El director general es elegido por el Pleno del Congreso de la República de Guatemala, de una terna propuesta por el Consejo del Instituto de la Defensa Pública Penal, previsto en esta Ley. En caso de muerte, renuncia o vacancia del cargo, se utilizará el mismo procedimiento.
Dentro de los requisitos para ser elegido director general, deberá contarse con los siguientes requisitos:
1. Ser abogado colegiado activo, con un mínimo de 5 años de colegiatura;
2. Acreditar amplia experiencia en materia penal;
3. Haber ejercido como defensor público de oficio, en funciones judiciales o de la carrera del Ministerio Público, que requieran el título de abogado, durante un tiempo mínimo de 5 años, pudiéndose sumar los tiempos parciales en cada uno de ellos a los efectos del cómputo exigido; o en su caso, ser abogado en ejercicio profesional privado con experiencia penal o en administración.
- Funciones

Dentro de sus funciones encontramos las siguientes:
1. Realizar una gerencia eficaz y dinámica del servicio, para la protección integral del derecho de defensa, para lo cual podrá dictar resoluciones generales;
2. Nombrar y remover a los subdirectores del Instituto de la Defensa Pública Penal y, a los coordinadores departamentales;
3. Elaborar el anteproyecto del Reglamento del Instituto, que deberá ser aprobado por el Consejo;
4. Aplicar las sanciones disciplinarias previstas por faltas cometidas por los defensores públicos de planta, de oficio y demás personal del Instituto de la Defensa Pública Penal en el ámbito de sus funciones;
5. Nombrar, designar y remover a los defensores de planta y defensores de oficio, de acuerdo a las previsiones y requisitos de la presente Ley y su reglamento;
6. Elaborar un informe anual que deberá ser remitido al Congreso de la República de Guatemala;
7. Celebrar convenios de cooperación institucional, técnica y académica, con instituciones públicas y privadas, nacionales o extranjeras, que sean necesarios para el fortalecimiento del Instituto de la Defensa Pública Penal;
8. Elaborar el Proyecto de Presupuesto Anual de Ingresos y Egresos del IDPP, remitiéndolo al Ejecutivo y al Congreso de la República de Guatemala en la forma y plazo que establezcan las leyes específicas;
9. Establecer los criterios para la asignación y distribución de casos de defensa pública y carga de trabajo, y el sistema de turnos para asegurar una cobertura íntegra y eficiente del servicio garantizando la presencia de un defensor público para los detenidos en sede policial que lo necesitaran;
10. Elaborar los programas de capacitación conducentes para un desempeño más eficaz y eficiente del servicio;
11. Desempeñar las demás funciones pertinentes en cumplimiento de los fines de la institución.

### Defensores Públicos
El Instituto de la Defensa Pública Penal se compone de:
- Defensores de Planta; y
- Defensores de Oficio.

Ambos considerados como Defensores Públicos.
Los Defensores de Planta son los funcionarios incorporados con carácter exclusivo y permanente en el IDPP. Los Defensores de Oficio son los abogados en ejercicio profesional privados asignados por el IDPP para brindar el servicio de asistencia jurídica gratuita. Todos los abogados colegiados del país forman parte del Servicio Público de Defensa Penal.
- Obligaciones

Los Defensores Públicos deben respetar las normas legales y reglamentarias del Instituto de la Defensa Pública Penal,
además de las siguientes:
a) Prestar la debida asistencia jurídica y trato respetuoso a sus patrocinados;
b) Comportarse de manera decorosa durante el desempeño de sus funciones.
- Funciones

1. Funciones del Defensor de Planta: Los Defensores Públicos de planta tendrán a su cargo, exclusivamente, la asistencia en procesos penales de personas consideradas de escasos recursos, conforme lo establecido en la Ley de Servicio Público de Defensa Penal.
2. Funciones del Defensor de Oficio: El Instituto de la Defensa Pública Penal designará abogados en ejercicio profesional privados como Defensores de oficio para la asistencia en procesos penales de personas de escasos recursos, especialmente en los que proceda una figura de desjudicialización, con el objetivo de permitir a los Defensores de Planta concentrar su atención en los asuntos penales en los que no proceda la disposición de la acción penal pública. Asimismo, el Instituto asignará defensores de oficio para la defensa de todas las personas inculpadas que teniendo capacidad económica superior a la estipulada en el artículo 5 de la LSPDP se nieguen a nombrar defensor particular.

### Personal Auxiliar y Administrativo
El Personal Auxiliar y Administrativo del Instituto de Defensa Pública Penal, se organiza en las siguientes oficinas:
- -     - División Administrativa-Financiera
      - Departamento. de Asignación de Casos
      - Departamento Administrativo
      - Departamento Financiero

    - División de Coordinaciones Técnico Profesionales
      - Coordinaciones Departamentales y Municipales
      - Coordinación Nacional Defensores de Oficio
      - Coordinación Nacional Defensores Públicos en Información
      - Coordinación Apoyo Técnico
      - Coordinación Adolescentes en Conflicto con la Ley Penal.
      - Coordinación Enfoque de Género
      - Coordinación Enfoque Intercultural
      - Coordinación Nacional de Impugnaciones
      - Coordinación de Ejecución

    - División Ejecutiva y Recursos Humanos
      - Departamento de Administración de Recursos Humanos
      - Departamento de Desarrollo Organizacional

## Presupuesto
El Congreso de la República de Guatemala asignará anualmente en el Presupuesto General de Ingresos y Egresos del Estado, los recursos necesarios para cubrir los gastos del Instituto de la Defensa Pública Penal. La ejecución del presupuesto estará sujeta a los controles y fiscalización de los órganos correspondientes del Estado, según el artículo 56 de la LSPDP.